# Wullersdorf
Wullersdorf is een gemeente in de Oostenrijkse deelstaat Neder-Oostenrijk, gelegen in het district Hollabrunn (HL). De gemeente heeft ongeveer 2400 inwoners.

## Geografie
Wullersdorf heeft een oppervlakte van 63,91 km². Het ligt in het noordoosten van het land, ten noorden van de hoofdstad Wenen en ten zuiden van de grens met Tsjechië.

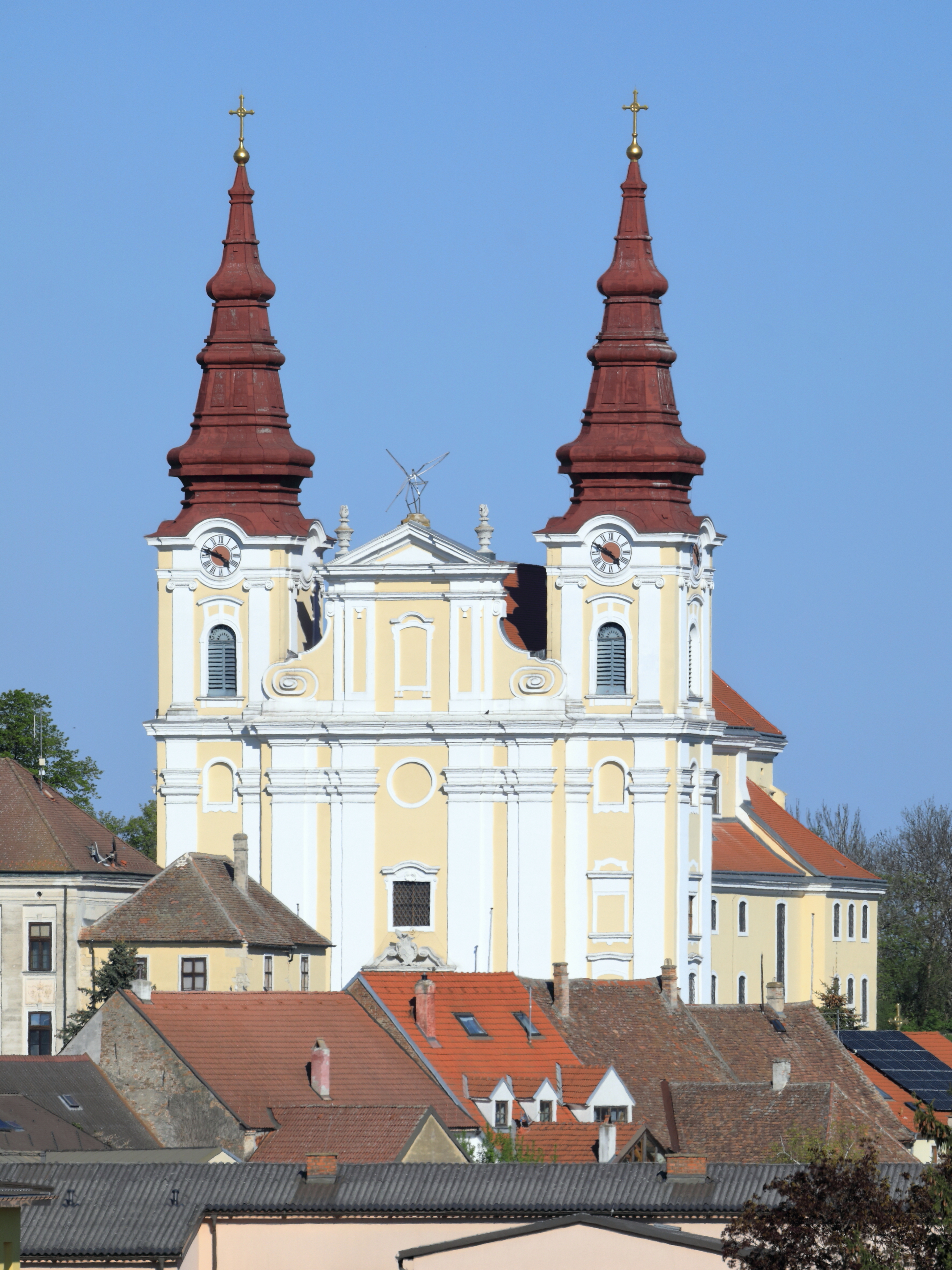
Kerk

Alberndorf im Pulkautal · Göllersdorf · Grabern · Guntersdorf · Hadres · Hardegg · Haugsdorf · Heldenberg · Hohenwarth-Mühlbach am Manhartsberg · Hollabrunn · Mailberg · Maissau · Nappersdorf-Kammersdorf · Pernersdorf · Pulkau · Ravelsbach · Retz · Retzbach · Schrattenthal · Seefeld-Kadolz · Sitzendorf an der Schmida · Wullersdorf · Zellerndorf · Ziersdorf
- Gemeinsame Normdatei: 4800835-7
- MusicBrainz: 08ed1d3d-0ec1-4260-ad80-883913935b99
- Virtual International Authority File: 233894029